# Gotland (voilier)
Pour les articles homonymes, voir Gotland (homonymie).
Le Gotland est une goélette franche à coque et pont en bois sur structure acier. Son port d'attache est Heikendorf en Allemagne. Il navigue comme voilier-charter de croisière principalement en mer du nord, en mer baltique, Manche et Atlantique.

## Histoire
Il a été construit en 1942 à Swinemünde en Voïvodie de Poméranie occidentale (Pologne) par les chantiers de la Burmester Werft (de). C'était initialement un Kriegsfischkutter (KFK 146) de type G de la Kriegsmarine : petit navire rapide avec une silhouette de chalutier , structure métallique avec une coque en bois pour être utilisé à la lutte anti sous-marine.
Durant la dernière guerre il prend les différents noms de KFK 146, NB 53, V 5523 et M3117 en servant à Bergen (Norvège). Il est saisi par l'US Navy et transféré à Kiel.
En 1946, il sert au sein de l'OMGUS (Office of Military Government for Germay of the United States) en prenant le nom de Gotland. En 1947, il reçoit ses premières voiles au chantier naval de la Howaldtswerke-Deutsche Werft.
En 1953, il est transféré à l'Allemagne et sert jusqu'en 1991 comme bateau de pêche en mer Baltique et à usage privé sous les immatriculations KIE 709, BX 553, 203 SO et SK37.
de 1991 à 1994 il sert de navire-base duyrant les recherches du Hanse-Kogge. Puis il est vendu en 1995 et subit une première restauration pour reprendre les lignes des navires espions.
En 2000, il subit de nouveaux travaux de coque, du pont et du rouf et obtient son moteur actuel. En 2002, le Gotland participe à la Volvo Ocean Race comme navire d'escorte.

Il participe à de nombreux rassemblements de vieux voiliers sur la côte atlantique comme les Hanse Sail de Rostock et aux Tonnerres de Brest 2012.